# Drag-On
Drag-On, nome artístico de Melvin Jason Smalls, (Bronx, Nova York, 4 de janeiro de 1979) é um rapper americano. Foi membro do grupo de rap Ruff Ryders.

## Carreira
Drag-On tem uma carreira longa e rentável história em álbuns de hardcore rap, contribuindo em projetos de DMX duas vezes álbum multi-platina, Ruff Ryders (Ryde or Die, Vol. 1), DJ Clue (The Professional), The LOX (We Are the Streets), Eve (Let There Be Eve...Ruff Ryders' First Lady) e ainda várias compilações e trilhas sonoras. Após se juntar as gravadoras Interscope Records e Ruff Ryders Entertainment, em 2000 lançou seu primeiro álbum solo Opposite of H2O, que mostrou suas rimas descontraídas.
Depois de deixar a Interscope, Drag-On se juntou a Virgin Records e lançou seu segundo álbum, em 2004 lançou Hell and Back, em que ele mostra seu mais novo estilo hardcore. Neste álbum relaciona-se também um pouco da sua vida real tal como a sua batalha com sua mãe Terrie Smith's que teve câncer na garganta, problemas de membros da família com uso de drogas, sendo abandonado por seu pai, brigas de rua, a perda de seus filhos gêmeos não nascidos por aborto, e viver e a dormir onde pudesse por algum tempo.
Após 10 anos com o Ruff Ryders, lançou sua própria gravadora Hood Environment. Afirmou que o seu desejo de deixar o Ruff Ryders era porque estava a dez anos com o grupo e gravou apenas dois álbuns. O seu terceiro álbum de estúdio foi Hood Environment, lançado em 4 de setembro de 2007.

## Discografia

### Álbuns de estúdio
- 2000 - Opposite of H2O
- 2004 - Hell and Back
- 2007 - Hood Environment

### Singles
- 1999 - "Spit These Bars" (feat. Swizz Beatz)
- 1999 - "Niggas Die for Me" (feat. DMX)
- 2003 - "Put Your Drinks Down"
- 2003 - "Bang Bang Boom" (feat. Swizz Beatz)

Colaborações
- 1998 - "Down Bottom" (Ruff Ryders feat. Drag-On, Juvenile & Swizz Beatz)
- 1999 - "No Love 4 Me" (DMX feat. Drag-On)
- 2009 - "Who's Real" (Jadakiss feat. Swizz Beatz, Eve, Drag-On, DMX, Sheek Louch & Styles P)

## Filmografia
- 2001 - Exit Wounds
- 2003 - Cradle 2 the Grave
- 2003 - The Hustle